# Khajuraho
Khajuraho (en hindi: खजुराहो) es una pequeña localidad situada en el estado de Madhya Pradesh en la India. Antes de su destrucción, fue una de las capitales de la dinastía Chandela que, entre los siglos IX y XI gobernó un gran reino que abarcaba casi todo Madhya-Pradesh.
Sitio turístico muy visitado, si no el más visitado, de toda la India, es Patrimonio de la Humanidad de la UNESCO desde 1986.
Conserva 22 grandes templos del periodo siglos X y XI, que se preservaron en gran medida de la destrucción más grave en la época de la conquista musulmana de la India y en los siglos posteriores. Esta excepcional colección también es famosa por las escenas maithuna de parejas amorosas y una multitud de apsaras', seres celestiales en forma de bellas mujeres de formas generosas y actitudes encantadoras, que cubren partes de los espacios dedicados a la escultura figurativa en las caras exteriores de los grandes templos y son claramente visibles para todos.
Khajuraho se ha convertido en un símbolo de la escultura erótica. Mujeres agraciadas (surasundari) y sus compañeros se presentan en escenas de la vida. Surasundari puede desvestirse, bostezar, rascarse el costado, tocarse el pecho, lavarse, sacarse una astilla del pie, acariciar a un niño, jugar con una mascota, escribir una carta, tocar la flauta. Las mujeres bailan y cantan sosteniendo flores de loto, un espejo, un recipiente con agua, incienso y más. Se encuentran escenas eróticas en los frisos de las plataformas, así como en bajorrelieves grandes, medianos y pequeños de las fachadas de los templos. A menudo, las parejas enamoradas se colocan en los cruces entre elementos arquitectónicos individuales de los templos en la fachada de un edificio (por ejemplo, el cruce del santuario con la sala central). Las esculturas eróticas y los bajorrelieves ofrecen una visión de la vida sexual en la antigua India. De los tres propósitos del sexo en la filosofía hindú (procreación, placer e iluminación), sólo el placer está representado en las escenas eróticas. Todas las escenas eróticas están ubicadas en las paredes exteriores fuera del templo y no hay ninguna dentro de los templos. Según algunos indólogos, las escenas eróticas ilustran prácticas tántricas.

## Demografía
Según estimación 2010 contaba con una población de 37 665 habitantes.

## Descripción
Aquí se encuentra el mayor conjunto de templos hinduistas del país, famosos por sus esculturas eróticas. Los templos están considerados por la Unesco como Patrimonio de la Humanidad, desde el año 1986.
El nombre de la ciudad proviene de la palabra Kajur que en idioma hindi significa "palmera datilera". Khayurajo fue la capital religiosa de los Chandella, una dinastía que gobernó esta parte de la India entre los siglos X y XII.

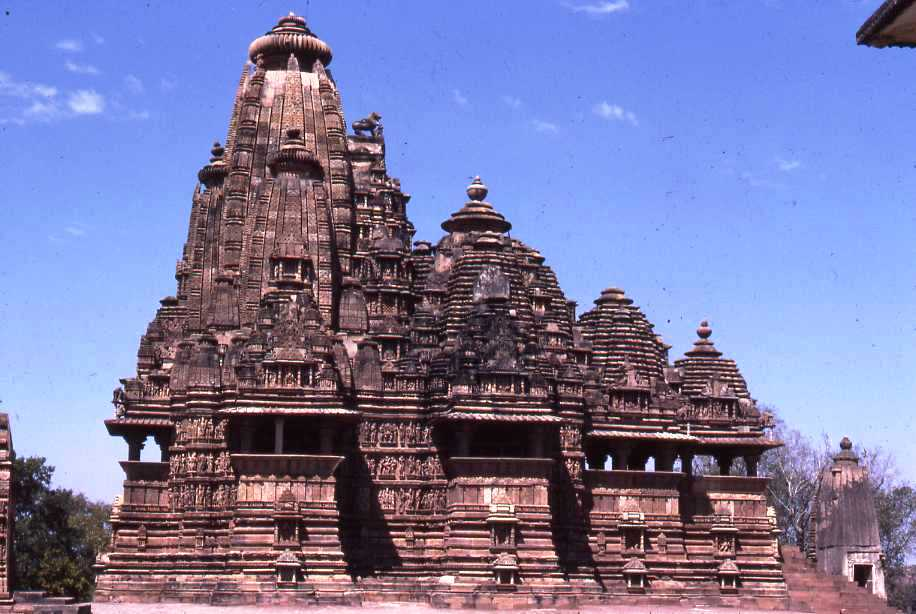
Templo Visvanath, en Khayurajo, estado de Madhya Pradesh (India).

Los templos se construyeron en un espacio de tiempo de unos cien años, entre el 950 y el 1050. Toda la zona está amurallada, con ocho puertas que permiten la entrada al recinto. Cada una de estas puertas está flanqueada por dos palmeras. Según una leyenda originalmente había unos 80 templos de los que quedan 22 en buen estado de conservación. Toda la zona ocupa un área total de 21 km².
Tal vez por encontrarse en una zona poco habitual para la construcción de templos (lejos del Ganges), consiguieron sobrevivir a la destrucción masiva de elementos hinduistas llevada a cabo por el Imperio mogol musulmán. Poco a poco los templos fueron quedando abandonados y permanecieron ocultos en medio de la vegetación. Fueron redescubiertos en 1838 por el ingeniero T. S. Burt, capitán del ejército británico.

## Arquitectura

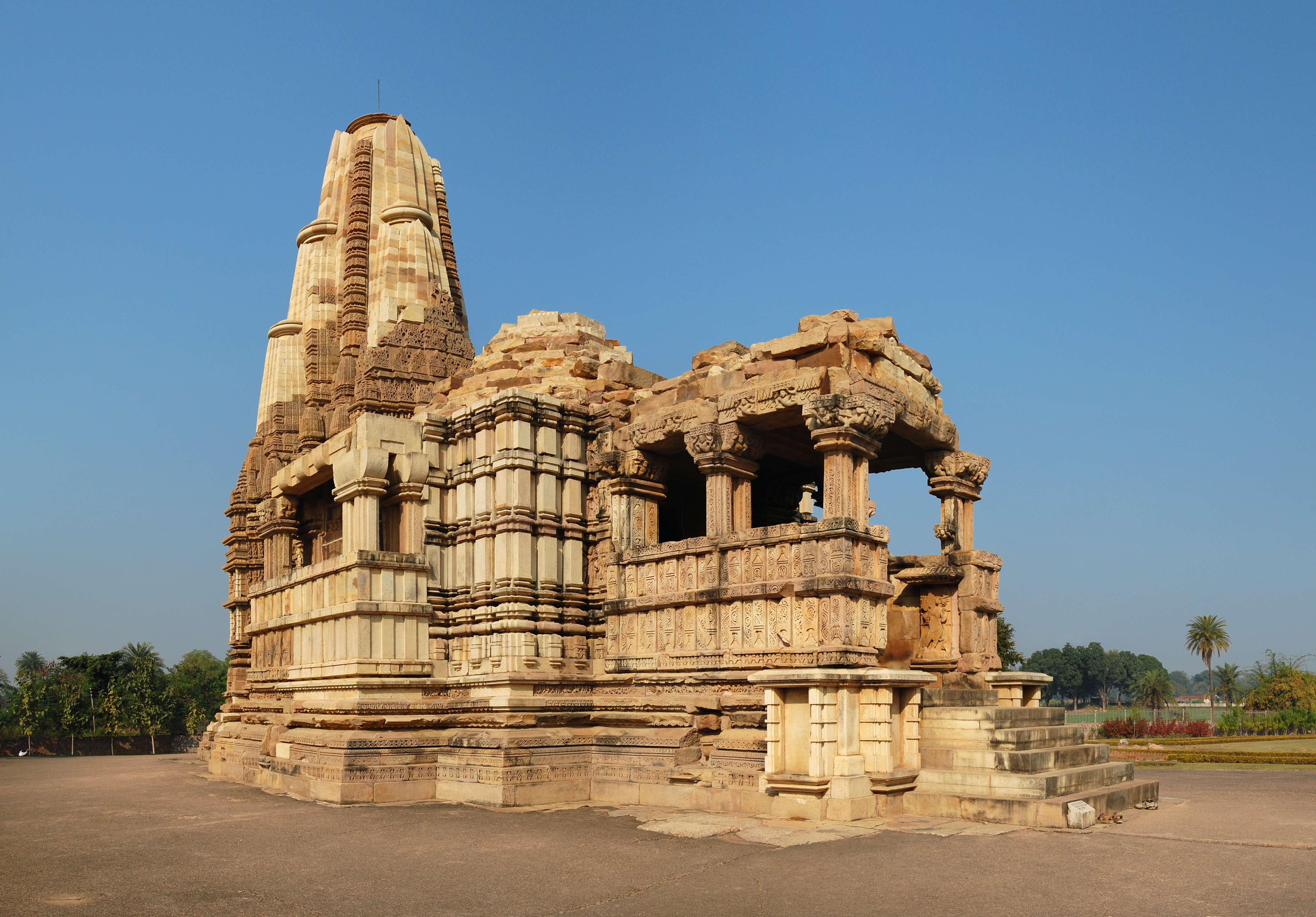
Templo de Dulhadeo (Dulhadev), en Khajuraho.

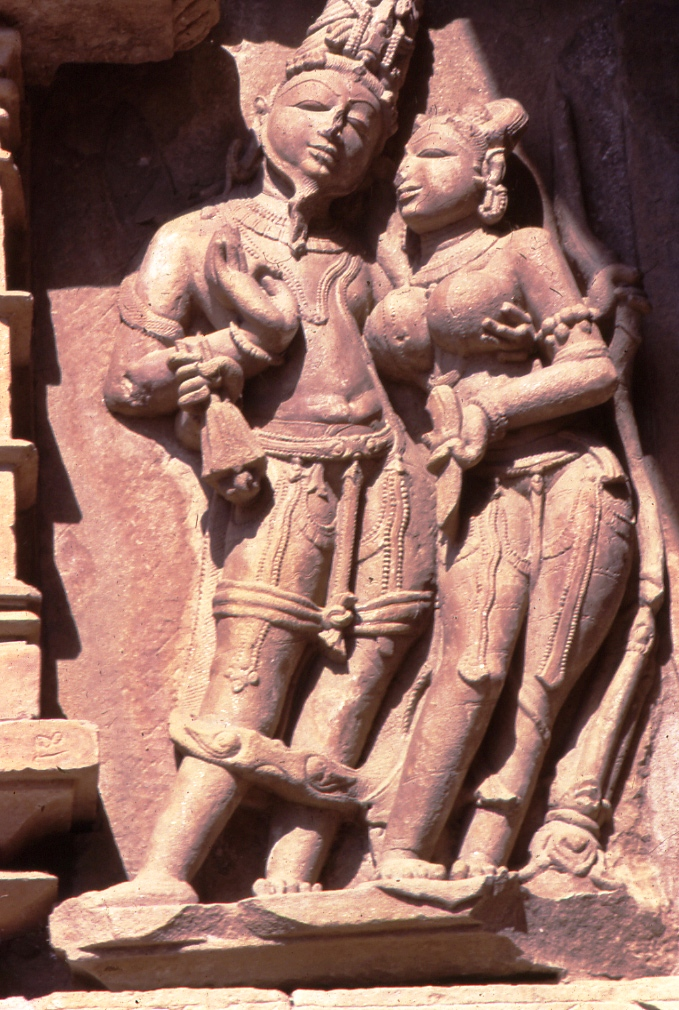
Templo Parsvanath en Khayurajo

Los templos están situados sobre plataformas elevadas, de una anchura considerable, pensadas para facilitar el paseo ritual alrededor del templo que deben realizar los fieles antes de entrar a rezar. Las torres de los templos se elevan sobre estas plataformas, dando una sensación de verticalidad si se observan desde lejos. Están orientados según los puntos cardinales, estando la entrada en dirección este para facilitar la entrada de la primera luz solar.
Fueron construidos con bloques de granito traído especialmente hasta la zona, así como de arenisca. Las uniones de los diferentes trozos de granito se realizaron mediante abrazaderas metálicas. Las paredes de los templos de Khayurajo tienen una forma ondulada ya que están formadas por numerosos salientes. Además, los muros están divididos en franjas horizontales mediante molduras y bajorrelieves

## Esculturas
Las esculturas que decoran los templos de Khayurajo se pueden clasificar en cinco tipos diferentes. Por un lado están los dibujos geométricos y florales, utilizados en los techos, molduras y en la decoración de las columnas. Otro tipo de esculturas son las que representan la vida de la corte, como los bailes o la música, así como actividades cotidianas.
Un tercer grupo está compuesto por las figuras de animales, que suelen estar colocadas en las molduras exteriores e inferiores de los templos, como para romper la monotonía de las figuras humanas. Las imágenes de dioses y diosas forman el cuarto grupo y suelen estar situadas al fondo del templo o en los nichos situados bajo los salientes. Finalmente se encuentran las figuras femeninas y las que representan a parejas amatorias.
No se sabe a ciencia cual fue el motivo por el que los templos se decoraron con diversos motivos eróticos. Algunos estudiosos creen que la decoración tenía un motivo educativo: enseñar el Kámasutra a los más jóvenes; para otros, los templos son un homenaje al matrimonio entre Shivá y Párvati. También existe la teoría de que las esculturas que representan a amantes servían de protección, ya que ahuyentaban a los malos espíritus y a los rayos.

### La decoración esculpida, el erotismo y el templo
Estos templos son famosos por las numerosas escenas eróticas de parejas en acción, cada una acompañada y enmarcada por otros dos actores. Estos "cuadros" parecen incrustados en una inmensa "banda" de gráciles figuras, una banda que cubre gran parte de los edificios, en tres niveles o tres registros. Una grácil flexibilidad anima las innumerables figuras que parecen alinearse en los muros, desde el exterior pero también en el interior de los templos.
Esta práctica es la continuación de una antigua tradición que exigía la representación de parejas de amantes, los maithuna-s', en el exterior de los lugares sagrados, con un carácter protector.
De hecho, hay que tener en cuenta la posición de las esculturas en el espacio arquitectónico de los templos, ya que no cubren la totalidad de las paredes. Más concretamente, las escenas más grandes y visibles de grupos de amantes, son también las escenas más complejas. Se encuentran en los lados sur y norte de los templos de Kandariya Mahadeva y Vishvanatha, cada uno entre dos verandas o logias que iluminan el interior. Aquí es donde se unen las dos partes que componen el templo: los muros de conexión (kapilī) entre la mandapa y el deambulatorio que rodea la garbha-griha'. Gilles Bégin precisa que este emplazamiento corresponde a la confluencia entre las salas accesibles a los devotos y el vestíbulo (antarala) de la cella, morada del dios y accesible únicamente al clero, es decir, en el momento del paso entre dos mundos. Esta ubicación y la complejidad de las escenas representadas sugieren un contenido altamente sagrado. Gilles Bégin señala que, en 1955, P. Chanda fue el primero en establecer la relación entre estas imágenes y las sectas kaula y kapalika shivaíta. Édith Parlier-Renault indica que podríamos ver, en las escenas que los occidentales consideran "eróticas", "una doble metáfora de inspiración tántrica: la fusión de lo divino - manifiesto (de esencia femenina) y no manifiesto (el principio masculino)".Figuras llenas de energía positiva e intensa, parejas amorosas y belleza femenina también habrían tenido la función de proteger los templos de las "fuerzas negativas". "Este ideal femenino estereotipado -mujeres de belleza sensual, con formas plenas y generosas- se asocia a temas inmemoriales y benéficos de abundancia y fertilidad". Las figuras aisladas y las parejas son las más comunes. Sirven de "fondo" sobre el que destacan grupos de al menos cuatro figuras en plena acción sexual. La impresión general es la de una vida tranquila y apacible. Por tanto, los actos sexuales sólo cubren una ínfima parte de la decoración exterior. Pero las caricias, las parejas que se abrazan y se besan no se cuentan.

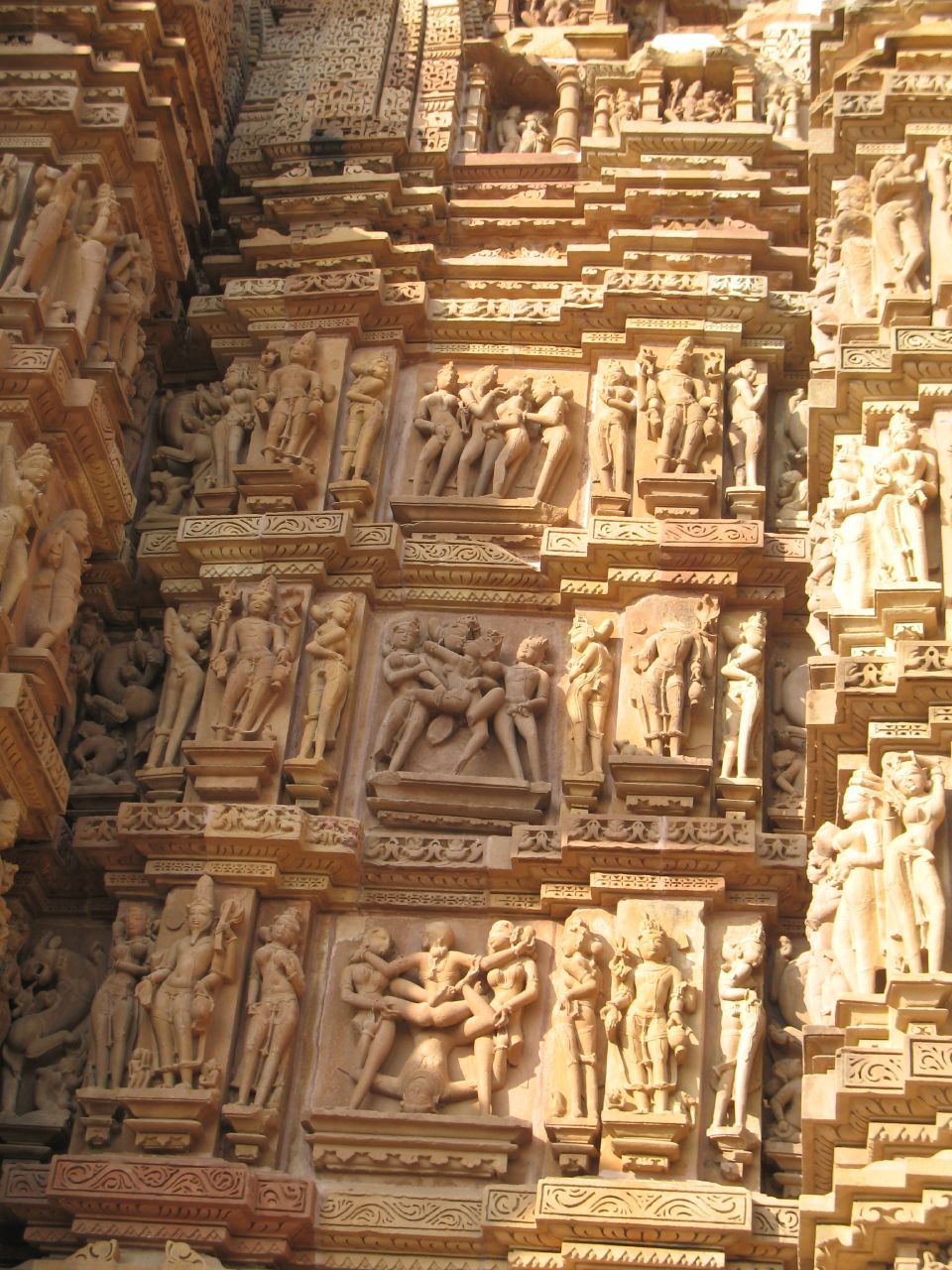
Lado sur del Kandariya Mahadeva

Estas decoraciones particulares siguen el principio de composición decorativa que se encuentra en todas partes, basado en la repetición constante con variaciones sobre unos pocos motivos. Además, la Literatura de tradición sánscrita y la retórica vernácula, la de la rasa - el çringâra rasa (shringara) [en particular- y el de los poetas, que incluye innumerables descripciones de la belleza femenina, el sentimiento erótico y la unión de los amantes. La imaginería resultante sirve para proteger, para hacer propicio y para desviar influencias malignas. Pero no es descartable que su presencia en los edificios religiosos simbolice también la unión del devoto con su divinidad. Otras partes de los edificios están "protegidas" de este modo. En particular, en forma de friso que rodea a Lakshmana, a la altura de los ojos, rodeándolo por completo, pero a una escala mucho menor que en los muros exteriores del templo. Es el placer sexual en todas sus formas. En cuanto a las figuras, en parejas o solas, de divinidades, reyes y reinas, apsaras, componen estas grandes "bandas", en tres registros, y se sitúan en las esquinas de los edificios. También cubren los marcos de las puertas, los vestíbulos y los pasillos interiores, que acogen a miles de devotos a lo largo del año.
La imagen del dios es visible en un espacio accesible sólo a los sacerdotes, el garbha-griha, en el corazón del templo, bajo el gran shikhara. En el caso del templo Visvanatha, el shikhara tiene cuarenta metros de altura y da la impresión de cubrir el santuario con toneladas de piedras cuidadosamente cortadas y ensambladas. En realidad, se trata de un techo hueco con ménsulas que protege el santuario y lo sitúa dentro de una "montaña" mineral. El templo está siempre abierto por el lado este, orientado hacia el sol naciente. Por extensión, en la cultura india, la orientación de las imágenes en el espacio obedece a una intención consciente que remite al simbolismo de los orientados, pero éste siempre entra en juego de forma sutil y matizada. El conjunto está orientado hacia los valores espirituales del hinduismo, y dentro del marco cultural de la India de los siglos X al XI.

## Los templos
Los 22 templos que aún quedan en pie están distribuidos en tres grupos: oeste, este y sur.

### Grupo oeste
Es en el que se encuentran los principales templos del complejo. Además de dos templos en ruinas y del Museo Arqueológico, en este grupo se encuentran los siguientes edificios:
- Templo Lakshmana: se cree que fue construido por el rey Lakshavarman que reinó entre el 925 y el 950 por lo que es uno de los templos más antiguos. Construido sobre una plataforma de tres metros de ancho, al templo se accede mediante una escalera finamente decorada. Las esculturas de las paredes exteriores representan escenas de la vida cotidiana, guerreros y escenas eróticas. Está dedicado al dios Vishnú
- Templo Varaha: está situado enfrente del Lakshmana y es de pequeño tamaño. Contiene una estatua del dios Varaha, encarnación del dios Vishnu en forma de jabalí.
- Templo Matangesvara: dedicado al dios Shivá, en la actualidad sigue siendo un lugar de culto. Está situado sobre una plataforma bastante alta a la que se accede por una escalera muy decorada.
- Templo Visvanatha: fue construido por el rey Dhangadeva que reinó entre el 950 y el 1002. Sus techos están ricamente decorados con diseños florales. Las salas interiores contienen algunas de las esculturas mejor conservadas de todo el complejo.
- Templo Nandi: comparte plataforma con el Visvanatha. Su tejado es de forma piramidal. En el interior se encuentra una estatua de Nandi, el toro que sirve de montura al dios Shivá.
- Templo Kandariya Mahadev: es el más espectacular de todos los templos de Khajuraho además de ser el de mayor tamaño. Está también dedicado a Shiva y se construyó sobre una plataforma de 3 metros de altura. Construido a mediados del siglo XI, su torre mide 30,5 metros. Su decoración consta de 872 estatuas diferentes.
- Templo Devi Jagadambi: de menor tamaño y dedicado a Kali, su decoración contiene esculturas de mujeres realizando acciones cotidianas.
- Templo Chitragupta: en su interior se encuentra una estatua de Surya, el dios del sol, montado en su carro tirado por siete caballos.

### Grupo este
Está compuesto por tres templos hinduistas y tres jainistas. Todos los templos son de menor tamaño que los del grupo oeste. De los seis cabe destacar el
- Templo Parsvanatha: contiene muy pocas esculturas de amantes y muchas de mujeres tocando diversos instrumentos musicales o realizando acciones como maquillarse o bañarse. Tiene también una escultura del dios Shiva y su esposa Parvati.

### Grupo sur
Está situado a un kilómetro del grupo este y consta de dos templos de pequeño tamaño; el templo Duladeo, decorado con esculturas eróticas, y el templo Chaturbhuja que contiene una estatua de Vishnu de tres metros de altura.

## Imágenes
|  |  |  |

## Museos
Existen tres museos en la zona. Las esculturas se pueden ver a la altura de los ojos en el Museo del Departamento Arqueológico de la India, ubicado frente al Grupo Occidental. Este museo del Departamento de Arqueología está dividido en cuatro enormes casas que tienen esculturas de Shaiva, Vaishnav, Jain y más de 100 tamaños diferentes. El museo muestra un grupo de esculturas gigantes en acción. En este, el ídolo de Vishnu se muestra con un dedo en la boca en un gesto de silencio. También hay una hermosa estatua de Shiva de cuatro patas en el museo.
El Museo Jainista contiene alrededor de 100 esculturas jainistas. Mientras que el Museo Estatal de Cultura Tribal y Folclórica exhibe artefactos de terracota, artesanías en metal, artesanías en madera, pinturas, joyas, máscaras y tatuajes creados por los grupos tribales.

## Festival de Danza
El festival de danza de una semana de duración que se celebra cada febrero o marzo atrae a muchos bailarines conocidos de toda la India. Pero los teatros también ofrecen espectáculos de danza por las noches fuera del período del festival. Se presentan danzas de los distintos estados y se lleva al espectador a un viaje de danza por la India.

## Parque Nacional Panna
Cerca de Khajuraho (a unos 45 minutos en coche) se encuentra el parque nacional de Panna con la Reserva de Tigres de Panna, que alberga muchas especies animales en peligro de extinción, como el gavial del Ganges. La reserva también es hábitat de más de 200 especies diferentes de aves, así como de muchos mamíferos y reptiles. En 2003 todavía quedaban alrededor de 40 ejemplares del tigre indio; Sin embargo, en los años siguientes la población disminuyó drásticamente debido a la caza furtiva; el tigre se considera extinto en el área protegida desde junio de 2009.